# Edmund Koller
Edmund Koller (Ohlstadt, 23 agosto 1930 – Ohlstadt, 9 giugno 1998) è stato un bobbista tedesco.

## Biografia
Viene ricordato come vincitore di una medaglia di bronzo nella sua disciplina, ottenuta ai campionati mondiali del 1955 (edizione tenutasi a St. Moritz, Svizzera) insieme ai suoi connazionali Jakob Nirschl, Hans Henn e Franz Schelle
Le altre medaglie furono assegnate alle nazionali svizzere. Partecipò alle olimpiadi invernali del 1956.